# Horst Romeyk
Horst Romeyk (* 23. August 1940 in Koblenz)  ist ein deutscher Historiker und Archivar.

## Leben
Der Protestant Horst Romeyk wurde als zweites Kind eines kaufmännischen Angestellten in Koblenz geboren. Während des Zweiten Weltkriegs zog die Familie Romeyk 1944 nach Osterspai, wo Horst 1946 auch eingeschult wurde. Von dort wechselte er 1951 an das Neusprachliche Gymnasium in Oberlahnstein, von dem er im Jahr 1960 mit Ablegung des Abiturs abging. Auf eine halbjährige Beschäftigung als Fabrikarbeiter folgte dann von Oktober 1960 bis Dezember 1961 die Ableistung des Wehrdienstes, bevor er 1962 ein Studium der Geschichte und Anglistik an der Universität Bonn aufnahm.
In Bonn wurde Horst Romeyk 1968 bei Max Braubach und Franz Petri mit dem Dissertationsthema Die politischen Wahlen im Regierungsbezirk Koblenz 1898 bis 1918 zum Dr. phil. promoviert. Nach dem Abschluss seiner Studien in Bonn (1969) wechselte Romeyk als Archivar an das nordrhein-westfälische Hauptstaatsarchiv in Düsseldorf, wo er zuletzt als Staatsarchivdirektor tätig war. Im April 1992 hatte er kurzzeitig die kommissarische Leitung des Hauptstaatsarchivs inne. Noch als Pensionär befasst er sich mit der Archivpflege, als Mitarbeiter im Archiv der Evangelischen Kirche im Rheinland.

## Werke (Auswahl)
- Die politischen Wahlen im Regierungsbezirk Koblenz 1896 bis 1918, Dissertation, Bonn 1969
- Verwaltungs- und Behördengeschichte der Rheinprovinz 1914–1945. (= Publikationen der Gesellschaft für Rheinische Geschichte. 63). Droste, Düsseldorf 1985, ISBN 3-7700-7552-8.
- Kleine Verwaltungsgeschichte Nordrhein-Westfalens. (= Veröffentlichungen der staatlichen Archive des Landes Nordrhein-Westfalen. Reihe C: Quellen und Forschungen. 25). Respublica-Verlag, Siegburg 1988, ISBN 3-87710-137-2.
- Die leitenden staatlichen und kommunalen Verwaltungsbeamten der Rheinprovinz 1816–1945. (= Publikationen der Gesellschaft für Rheinische Geschichte. 69). Droste, Düsseldorf 1994, ISBN 3-7700-7585-4.